# 朝野始
朝野始（日語：あさのハジメ，1988年1月—），是日本小說家和輕小說作家。現居於日本神奈川縣。2009年以作品《迷茫管家與膽怯的我》在第五回MF文庫J輕小說新人獎中，榮獲優秀獎。
其作品《迷茫管家與膽怯的我》於2010年動畫化，於2011年7月播出。朝野始的第二部輕小說《推薦一起共度初體驗的她》也已在日本出版販售。

## 作品

### 輕小說
- まよチキ!-全12卷。

譯：迷茫管家與膽怯的我，由尖端出版社出版，目前發行全12集。
译：迷茫管家与懦弱的我，由湖南美術出版社出版、天聞角川發行6卷，但不明原因已全面下架。
- 初体験にオススメな彼女-全6卷。

譯：推薦一起共度初體驗的她，由尖端出版社出版，目前發行全6集。
- 蒼柩のラピスラズリ-全7卷

譯：蒼柩的青金石，由尖端出版社出版，目前發行全7集。
- 桃音しおんのラノベ日記-全4卷

譯：桃音夕音的輕小說日記，由東立出版社出版，目前已發行全4集。
- ライフアライヴ!-全4卷

譯：Life Alive！，由尖端出版社出版，目前發行全4集。
- 契ってください魔王陛下。-目前已發行2卷

譯：與我定下契約吧，魔王陛下。，由東立出版社出版
- 学年トップのお嬢様が1年で偏差値を40下げてギャルになっていた話 - 目前已發行3卷

譯：學年第一的千金大小姐在1年內成績大幅下滑變成辣妹，由東立出版社出版

### 其他
- 負責漫畫家春野友矢漫畫作品屬性同好會的廣播劇CD腳本。
- 與土田霞共同負責動畫作品《Lapis Re:LiGHTs》的全話腳本。